# Konsulat Generalny Rzeczypospolitej Polskiej w Chengdu
Konsulat Generalny Rzeczypospolitej Polskiej w Chengdu (chiń. 波兰共和国驻成都总领事馆, ang. Consulate General of the Republic of Poland in Chengdu) – polska misja konsularna w Chengdu w Chińskiej Republice Ludowej istniejąca w latach 2015–2025.
Placówka została otwarta 18 czerwca 2015. W mieście tym w 2013 uruchomiono regularne towarowe połączenie kolejowe Chengdu – Łódź.
Na mocy decyzji nr 70 Ministra Spraw Zagranicznych z dnia 17 grudnia 2024 r. w sprawie okręgów konsularnych placówek zagranicznych Rzeczypospolitej Polskiej w Chińskiej Republice Ludowej dotychczasowy okręg konsularny placówki został włączony do okręgu konsularnego Konsulatu Generalnego RP w Kantonie. 31 marca 2025 placówka zakończyła działalność. 

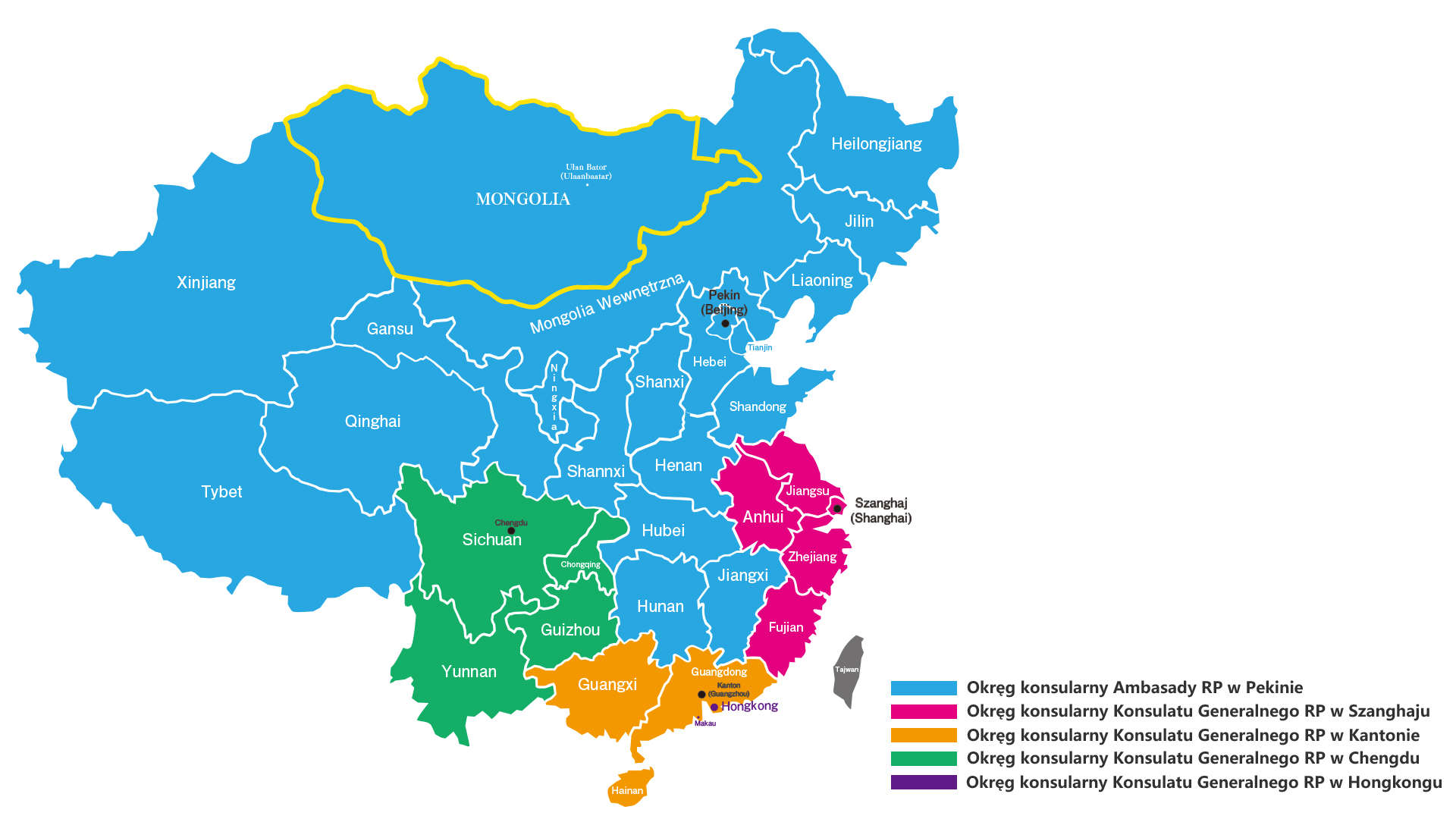
Okręgi konsularne RP w Chinach w latach 2015–2025

## Okręg konsularny
Okręg konsularny Konsulatu Generalnego RP w Chengdu obejmował:
- Syczuan
- Junnan
- Kuejczou
- miasto wydzielone Chongqing.

## Kierownicy placówki
- 2015–2019 – Katarzyna Wilkowiecka
- 2019–2023 – Grzegorz Morawski
- 2023–2025 – Adam Dyszlewski